# Panzerabwehrmine

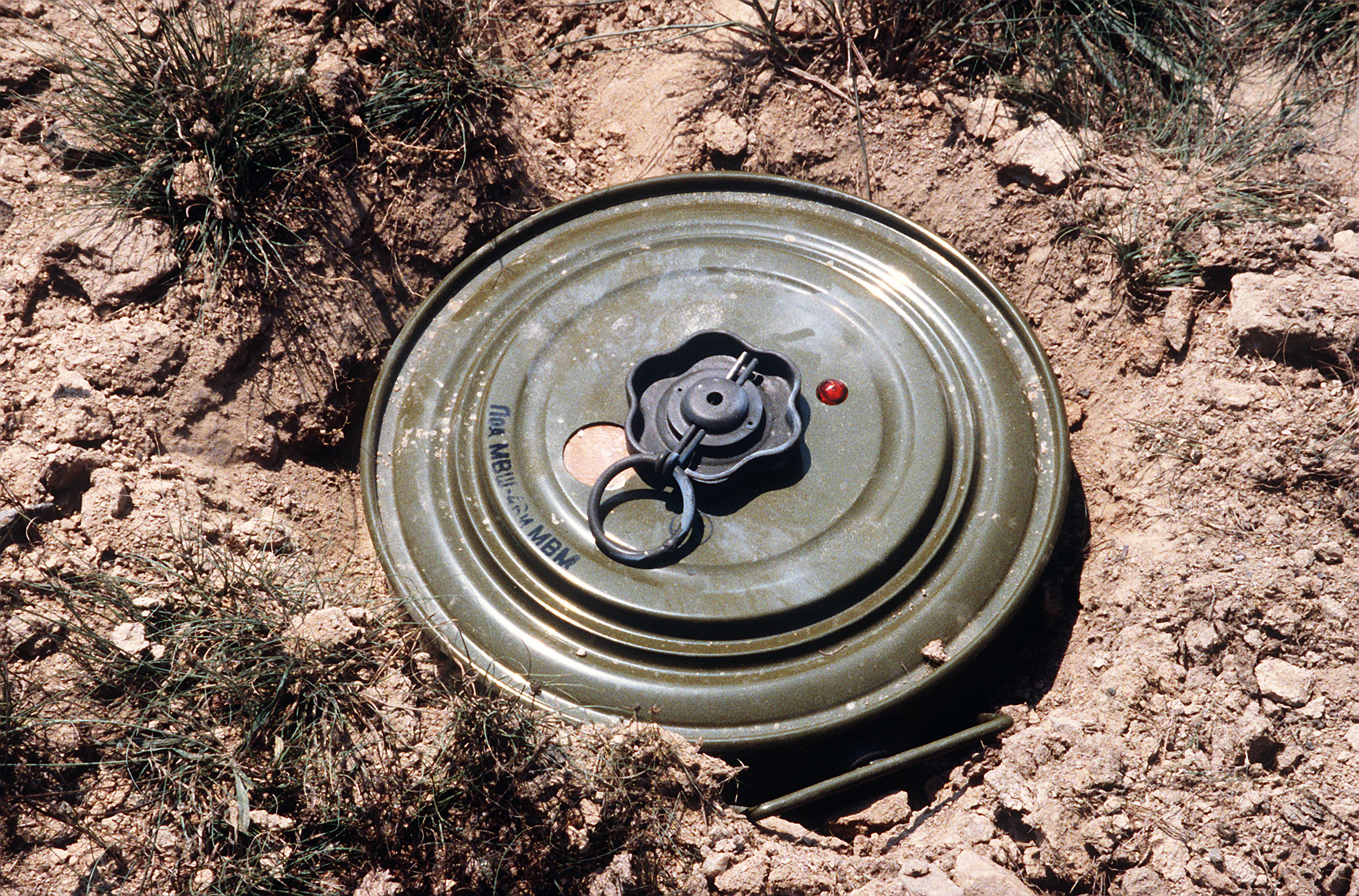
Die TM-46, eine Panzerabwehrmine russischer Bauart

Panzerabwehrminen oder Antipanzerminen sind Landminen zur Bekämpfung gepanzerter Fahrzeuge. Sie sind wesentlich größer und haben eine größere Sprengwirkung als Antipersonenminen (Schützenabwehrminen).
Ältere Panzerabwehrminen können nicht zwischen militärischen und zivilen Fahrzeugen unterscheiden und stellen für diese eine große Gefahr dar. Neuere Panzerabwehrminen lösen erst ab einer gewissen Gewichtsklasse aus (MLC), die durch zivile Fahrzeuge nicht erreicht wird.
Vor der Ratifizierung der Ottawa-Konvention war es generell üblich, Panzerabwehrminensperren durch gleichzeitige Verlegung von Schützenabwehrminen gegen eine Räumung zu sichern. Diese Antipersonenminen waren ebenso für Zivilisten und ungepanzerte Fahrzeuge eine Gefahr. Heute wird diese Taktik nur noch durch einige wenige Staaten angewandt, die der Ottawa-Konvention nicht beigetreten sind – vornehmlich USA, Russland und China.

## Funktionsweise

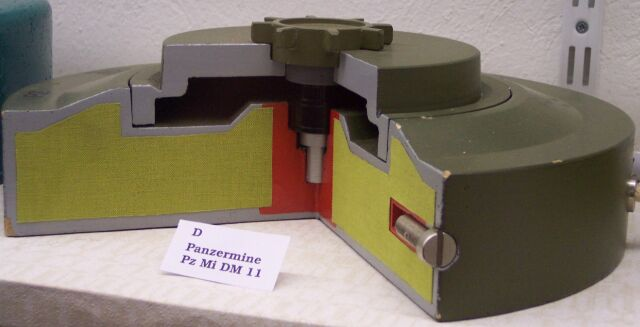
Schnittmodell einer Panzerabwehrmine

Es gibt zwei Typen: Minen, die auf der reinen Explosivwirkung beruhen und Minen, die gerichtete Ladungen abfeuern.
Explosivpanzerminen beruhen auf der reinen Sprengwirkung von mehreren (meist etwa 5 bis 12) Kilogramm Sprengstoff. Sie sollen das Ziel in erster Linie durch Zerstörung der Ketten bewegungsunfähig machen. Daneben wird die Besatzung durch die Schockwirkung zumindest vorübergehend außer Gefecht gesetzt und empfindliche Systeme des Panzers werden beschädigt. Leichter gepanzerte Fahrzeuge können durch solche Minen auch vollständig vernichtet werden, zur Erreichung des gleichen Effekts bei schweren Panzern werden auch mehrere Minen übereinander gestapelt oder mit einer größeren Sprengstoffladung gekoppelt. Der Druckzünder der Minen löst erst bei Belastungen deutlich über 100 kg aus, so dass sie im Regelfall durch Einzelpersonen nicht ausgelöst werden. Da ein Soldat mit Marschgepäck und sonstigen Ausrüstungsgegenständen jedoch über 100 kg wiegen kann und Laufschritt die reine Gewichtskraft verstärkt, können in Einzelfällen auch Personen Panzerabwehrminen auslösen. Ebenso sind diese Minen eine Gefahr für zivile Fahrzeuge. Ein Beispiel für diesen Minentyp ist die russische PTM-1.

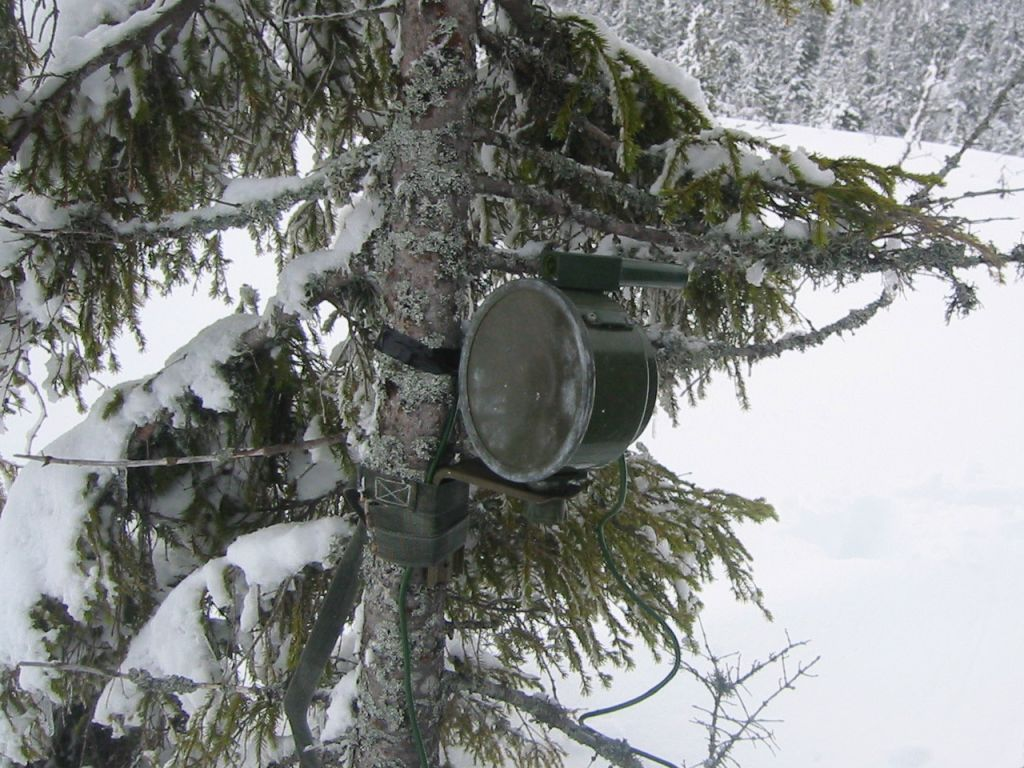
Panzerabwehrrichtmine mit projektilbildender Ladung

Zur Bekämpfung schwer gepanzerter Kampfpanzer werden neben Explosivpanzerminen auch Hohlladungsminen eingesetzt. Diese können z. B. auch durch akustische oder magnetische Sensoren ausgelöst werden und feuern dann einen Hohlladungsstachel, selten auch ein Geschoss, in die Wanne des darüber fahrenden Panzers. Dabei soll die Panzerung durchschlagen und durch das glühende Metall die im Innenraum des Panzers mitgeführte Munition zur Explosion gebracht werden. Varianten dieses Minentyps (Off-route mine) können auch zur Abstandsbekämpfung eingesetzt werden. Dabei wird die Hohlladung von der auf einem Podest montierten Mine aus in die Seite des Panzers gefeuert, wofür eine besondere Sensorik bzw. Zielerfassung nötig ist. Mit einer weiteren Entwicklung versucht man die relativ schwächer gepanzerte Oberseite (Dach) vieler Panzertypen auszunutzen. Hierbei wird bei Annäherung ein "Sublet" einige Meter in die Luft geschossen, das dann von dort aus das Ziel erfasst und eine Hohlladung von oben herab abfeuert. Ein Beispiel für diesen Minentyp ist die amerikanische M93 Hornet.

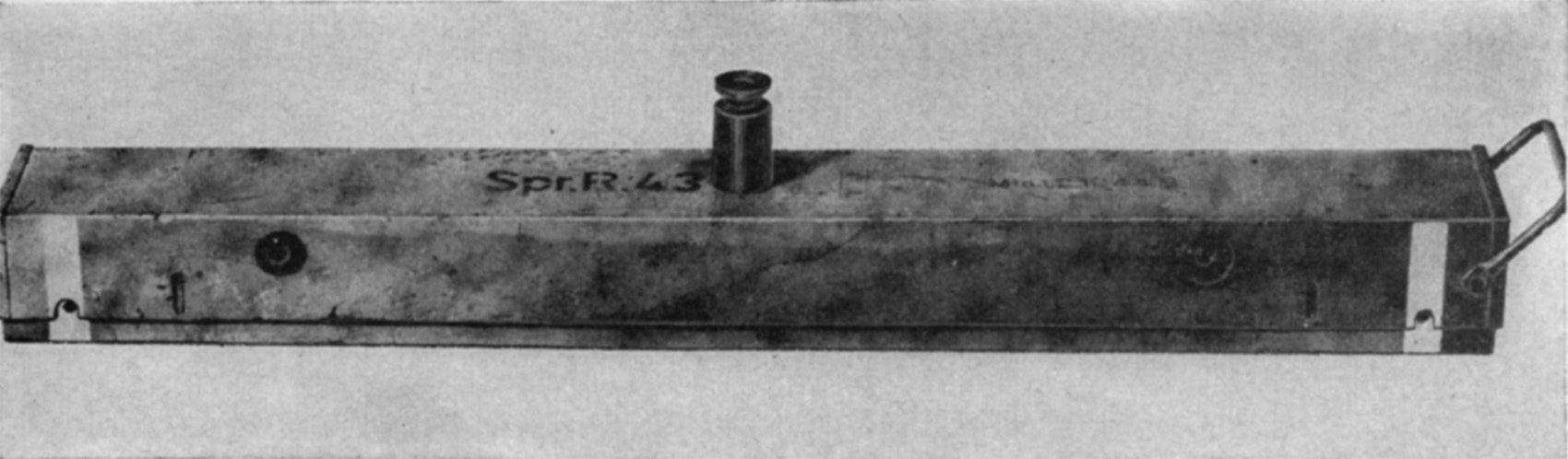
Riegelmine 43

Im Gegensatz zu früheren Tellerminen und Riegelminen besitzen moderne Richtminen einen weit größeren Wirkungsbereich. Während bei früheren Minen das Überfahren des Zünders für die Auslösung notwendig war, suchen moderne Konstruktionen mit Sensoren nach dem Panzer, bevor sie die eigentliche Panzerbekämpfung einleiten. Diese schweren Minen werden von Hand verlegt, andere Konstruktionen können pyrotechnisch vom Fahrzeug oder aus der Luft verlegt werden.

## Taktischer Einsatz

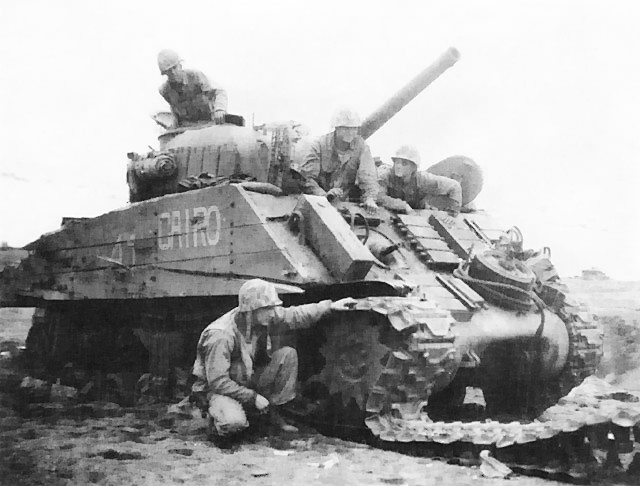
Von einer Mine außer Gefecht gesetzter M4 Sherman

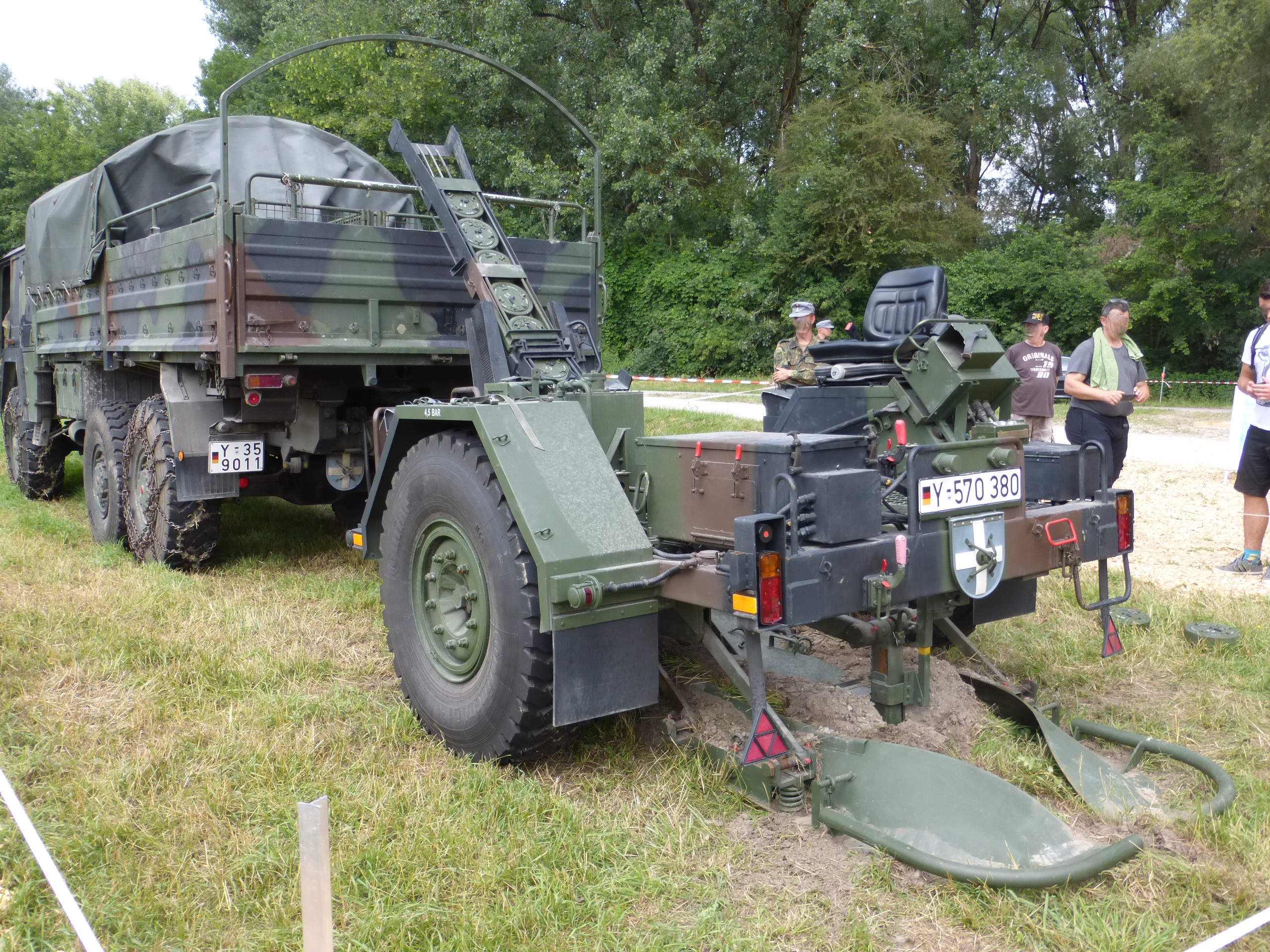
Minenverlegesystem 85

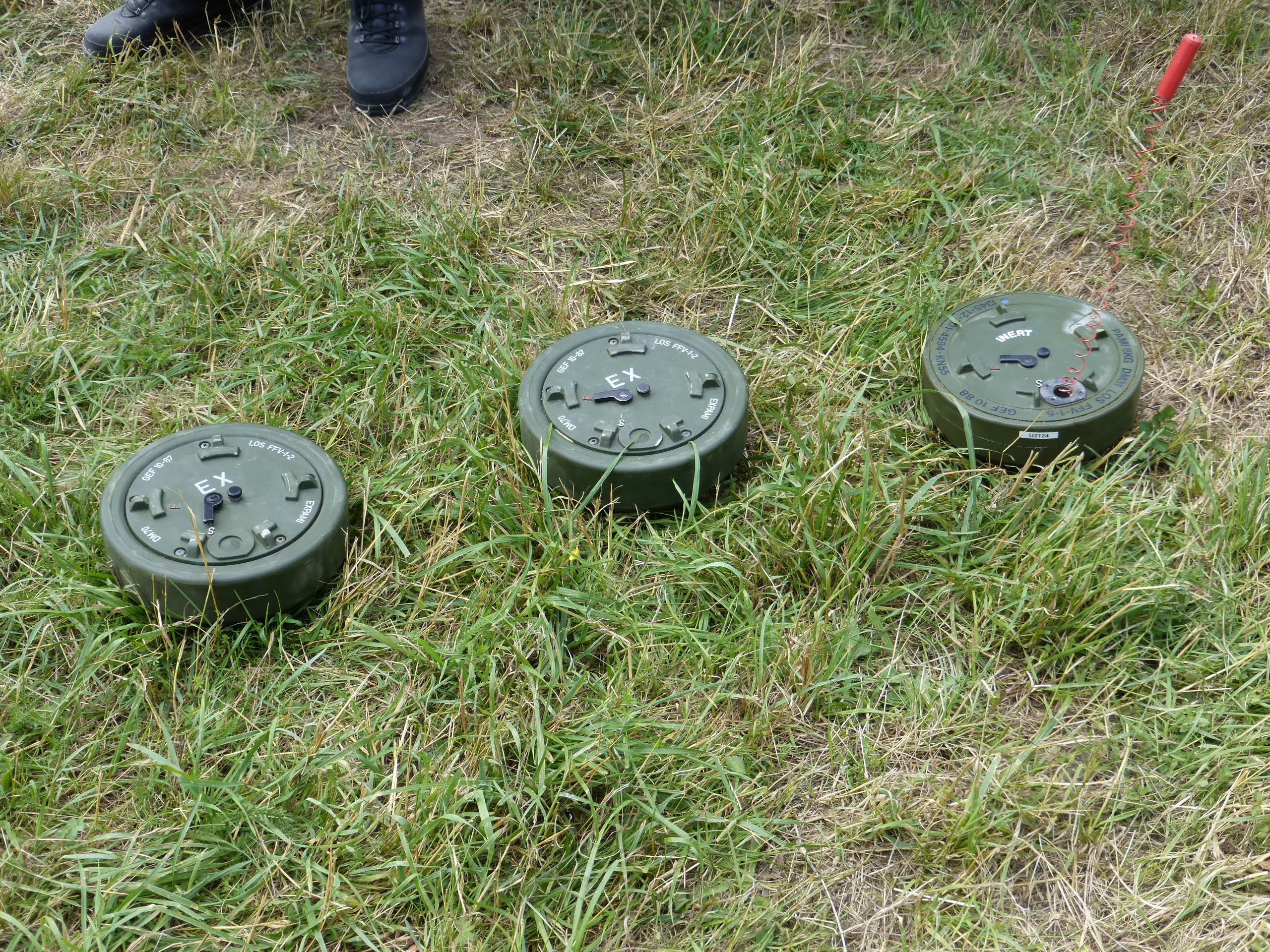
Panzerabwehrminen der Bundeswehr aus schwedischer Produktion: rechts DM31 (inerte Übungsversion), Mitte und links Exerziermine DM70. Der rote Signalkörper an der DM31 zeigt an, dass sich die Mine nach Ablauf einer bestimmten Zeit selbst entschärft hat.

Panzerminen werden neben ihrem klassischen Einsatz in Minensperren insbesondere auf und um befahrbare Pisten gelegt, um so Konvois von gepanzerten Fahrzeugen aufhalten zu können. Dabei wird zunächst das Führungsfahrzeug außer Gefecht gesetzt (immobilisiert). Nachfolgende Fahrzeuge müssen nun dieses Hindernis umfahren, wobei sie möglicherweise auf weitere Minen treffen. Dies hat im Normalfall zur Folge, dass ein Räumkommando angefordert werden muss, um zumindest eine Schneise durch das Minenfeld zu schaffen.
Während dieser Zeit ist der Konvoi ein leichtes Ziel für die Bekämpfung durch Flugzeuge, Hubschrauber oder Artillerie. Bei einem klassischen Hinterhalt zur Ausschaltung eines kleineren Konvois mit Panzervernichtungstrupps (mit Lenkwaffen oder Panzerabwehrhandwaffen) wird häufig das letzte Fahrzeug zuerst angegriffen, um den Fluchtweg ebenfalls zu versperren.
Selbst bei oberirdischer gut sichtbarer Verlegung stellt eine solche Minensperre ein gewisses Hindernis dar, da der Konvoi zum Stehen gebracht wird und Besatzungen die Minen beseitigen müssen, wobei sie u. U. Ziel eines Hinterhalts (etwa durch Scharfschützen) oder durch Antipersonenminen ausgeschaltet werden. Eine weitere Möglichkeit Zeit zu gewinnen ist das oberirdische Verlegen bzw. Beimengen von kostengünstigen Attrappen.
Um das Anlegen von Minensperren zu vereinfachen und beschleunigen, können z. B. Minenverlegepanzer eingesetzt werden.

## Typen
- Explosiv:
  - Mk.7 (Großbritannien)
  - L9/L18 "Barmine" (Großbritannien)
  - TMA-1 bis TMA-5 (Jugoslawien)
  - M15, M19 (USA)
  - M21 (gerichtete Explosion) (USA)
  - Panzermine 60 (Schweiz)
  - M70/M73 RAAM (USA)
  - BLU-91/92 (in CBU-89 Gator-Clusterbomben) (USA)
  - Schützenabwehrmine DM-11 AP (Deutschland) (nicht mehr im Bestand der Bundeswehr)
  - Panzerabwehrmine DM-21 AT (Deutschland)
  - PTM-1 (Russland)

- Hohlladung:
  - M75 (USA)
  - TMRP-6 (Jugoslawien)
  - Submunition Mine Flach Flach (MIFF) für Mehrzweckwaffe 1 (Deutschland): Abwurf durch Jagdbomber der deutschen Luftwaffe
  - Panzerabwehrmine AT2 (Deutschland): Verlegbar mit Hubschraubern, Raketen und dem Minenwurfsystem Skorpion der Bundeswehr
  - Panzerabwehrmine FFV 028 (Schweden), als DM 31 auch von der Bundeswehr genutzt
  - Panzerabwehrmine 88 (Schweiz)
  - PTM-3 (Russland)

- Panzerabwehrrichtminen:
  - M24, M66 (USA)
  - ARGES (NATO)
  - M93 Hornet (USA)
  - DM-12 PARM auf Dreibein (Deutschland)

Russland produzierte alte Plastikflaschen vortäuschende Minen im Angriffskrieg gegen die Ukraine.